# Ike Anigbogu
Christopher Ike Anigbogu (San Diego, California, 22 de enero de 1998) es un baloncestista estadounidense, con nacionalidad nigeriana, que pertenece a la plantilla del Vanoli Cremona de la Lega Basket Serie A italiana. Con 2,08 metros de estatura, juega indistintamente en las posiciones de ala-pívot o pívot.

## Trayectoria deportiva

### Primeros años
En su primer año de secundaria asistió al Temescal Canyon High School de Lake Elsinore, pero tuvo que conformarse con jugar en el equipo  júnior, el segundo equipo de la escuela. Al año siguiente fue transferido al Centennial High School de Corona, matriculándose también en el programa de Bachillerato Internacional. Allí jugó tres temporadas, pero en la última se vio limitado primero por una lesión y posteriormente por un asunto familiar, un funeral de su tío en Ingeria, estando ausente tres semanas. A pesar de ello jugó 25 partidos con 20 victorias, promediando 19 puntos, 11 rebotes y 3 tapones.

### Universidad
Jugó una única temporada con los UCLA de la Universidad de California, Los Ángeles en la que promedió 4,7 puntos, 4,0 rebotes y 1,2 tapones por partido. Al término de la temporada se declaró elegible para el draft de la NBA.

#### Estadísticas
| Año     | Equipo | PJ | PT | MPP  | %TC  | %3P  | %TL  | RPP | APP | ROB | TPP | PPP |
| ------- | ------ | -- | -- | ---- | ---- | ---- | ---- | --- | --- | --- | --- | --- |
| 2016–17 | UCLA   | 29 | 0  | 13.0 | .564 | .000 | .535 | 4.0 | .2  | .2  | 1.2 | 4.7 |

### Profesional
Fue elegido en la cuadragésimo séptima posición del Draft de la NBA de 2017 por los Indiana Pacers.
Después de dos temporadas en Indiana, en las que también jugó en el filial Fort Wayne Mad Ants, el 31 de enero en 2020 fichó por los Erie BayHawks también de la G League.
El 1 de diciembre de 2020, firma con los New Orleans Pelicans para disputar la pretemporada, pero fue cortado antes del inicio de la temporada a finales de diciembre. Entonces, en enero de 2021, se une de nuevo a los BayHawks, pero el 1 de marzo es cortado al lesionarse y poner fin a su temporada.
El 20 de enero de 2022 firma con los Birmingham Squadron, pero fue cortado el 28 de febrero tras lesionarse de gravedad y perderse el resto de la temporada. El 12 de enero de 2024 regresó al equipo.
[actualizar]

## Estadísticas de su carrera en la NBA

### Temporada regular
| Año     | Equipo  | PJ | PT | MPP | %TC  | %3P | %TL  | RPP | APP | ROB | TPP | PPP |
| ------- | ------- | -- | -- | --- | ---- | --- | ---- | --- | --- | --- | --- | --- |
| 2017-18 | Indiana | 11 | 0  | 2.7 | .444 | —   | .833 | .8  | .0  | .1  | .3  | 1.2 |
| 2018-19 | Indiana | 3  | 0  | 2.0 | .000 | —   | —    | 1.0 | .3  | .0  | .3  | 0.0 |
| Total   | Total   | 14 | 0  | 2.6 | .333 | —   | .833 | .9  | .1  | .1  | .3  | 0.9 |